# Donde vuelan los cóndores
Donde vuelan los cóndores es un documental de 2012 dirigido por el cineasta chileno Carlos Klein, grabado en la Patagonia y que trata acerca de él mismo y el documentalista ruso Victor Kossakovsky, quien se encuentra a su vez grabando su última película, titulada ¡Vivan las antípodas!.
El documental fue estrenado en 2012 en el Festival Internacional de Documentales de Santiago (FIDOCS) en Santiago de Chile, y en el Korean International Documentary Film Festival DMZDocs, en la ciudad de Paju, Corea del Sur.

## Premios

### Festival Internacional de Cine de Valdivia
| Año | Competencia   | Premio                 | Resultado |
| --- | ------------- | ---------------------- | --------- |
| 2012 | Cine Chileno  | Mejor Película         | Ganadora  |
| 2012 | Otros premios | Premio VTR del Público | Ganadora  |
| Notas: Chilevisión le otorgó $3 000 000 a Carlos Klein por esta película. El Premio VTR del Público constó de US$5 000 para distribución en VoD nacional. |               |                        |           |

### Premio Altazor de las Artes Nacionales
| Año  | Competencia                | Premio                 | Resultado |
| ---- | -------------------------- | ---------------------- | --------- |
| 2013 | Artes audiovisuales - Cine | Dirección - documental | Nominada  |